# Diedre Murray
Diedre Murray (New York, 28 november 1958) is een Amerikaanse jazzcelliste en componist, gespecialiseerd in jazz en muziektheater. Ze werkt ook als producent en curator. Als artieste heeft ze gewerkt met Leroy Jenkins, Marvin 'Hannibal' Peterson, Henry Threadgill, Muhal Richard Abrams, James Brown, Julius Hemphill, Fred Hopkins, Jason Kao Hwang en Archie Shepp, naast het leiden van haar ensembles en verscheen op meer dan 50 opnames als celliste, componist, arrangeur en/of producent.
Murray ontving een B.S. diploma van het Hunter College in etnomusicologie en studeerde aan de Manhattan School of Music.

## Biografie
Murray werd al vroeg muzikaal aangemoedigd. Er waren veel amateurmuzikanten in haar moeders familie. Ze kreeg cellolessen op school en speelde als tiener in jazzrockbands. Tijdens deze periode trad ze op met James Brown in het Apollo Theater. Eind jaren 1970 maakte ze deel uit van de band van Hannibal Marvin Peterson, met wie ze ook door Europa toerde. Tijdens de jaren 1980 speelde ze met muzikanten als Leroy Jenkins, Muhal Richard Abrams en het Henry Threadgill Sextet. Met Fred Hopkins vormde ze het duo Stringdom, dat ook de kern vormde van het kwartet Sync met Elliott Sharp en Gerry Hemingway en een kwartet met Newman Taylor Baker en Brandon Ross. Ze werkte ook met Julius Hemphill, Butch Morris, Archie Shepp, Jason Kao Hwang, Larry Young en Oscar Brown.
Ze componeerde al vroeg voor theater- of muziekproducties: een partituur voor het inaugurele concert Five Minute Tango in het Danny Kaye/Sylvia Fine Playhouse, uitgevoerd door het Manhattan Brass Quintet, The Conversation voor de in Seattle gevestigde New Performance Group in het Walker Art Center in Minnesota voor het Music in Motion-programma, Flashes, een gestructureerde geïmproviseerde samenwerking met choreograaf Blondell Cummings en muzikanten Jeanne Lee en Pauline Oliveros voor het Firewall Festival 1993 en muziek voor Helen Thorington's radiostuk Dracula's Wives voor uitzending: een tournee van Flashes naar het Taklos Festival in Zwitserland en een gedramatiseerde versie van Unending Pain, met tekst van Laurie Carlos, bij P.S. 122 in New York. Haar werk als componist werd afgewisseld met een uitgebreid concertprogramma als bandleider en concertsolist.
Haar gecomponeerde projecten in 1996 waren onder meer: You Don't Miss Your Water, een muziektheaterstuk, in samenwerking met dichter Cornelius Eady, geproduceerd door de Music Theatre Group; de première van Women in the Dunes, een dansstuk gemaakt door Blondell Cummings voor de Japan Society en Mu Lan-Pi, haar danstheaterlandschap in opdracht van District Curators en uitgevoerd in Washington D.C. door de Ajax Moving Dance Company. In 1998 ontwikkelde Murray de jazzopera The Running Man, waarvoor ze het oorspronkelijke verhaal, de partituur en het boek schreef met medewerkers Cornelius Eady en Diane Paulus. Murray bedacht ook Songbird: The Life and Times of Ella Fitzgerald, waarvoor ze de oorspronkelijke muziek schreef. Ze ontving een beurs van het Commissioning Project om Eleven Elements of Joy voor orkest te schrijven, dat in juni 1999 debuteerde.
In 2000 schreef ze een kamer- en koorstuk voor het Commissioning Project. In 2001 schreef ze arrangementen voor de musical Eli's Coming, waarvoor ze haar tweede Obie won. In 2002 componeerde ze de partituur voor Brutal Imagination, een verstoneelstuk van Cornelius Eady. Andere werken zijn Strings Attached, een dansstuk van choreograaf Risa Jaroslow; Best of Both Worlds gecreëerd door Randy Weiner en Diane Paulus en een samenwerking met Sonoko Kawahara op het muziektheaterstuk Name of the Flower; The Iliad and The Odyssey, geproduceerd door de Music Theatre Group en Kathryn Walker. Murray werkte samen met Paulus aan de musical The Best of Both Worlds. Andere projecten zijn een samenwerking met Carl Hancock Rux aan The Blackamoor Angel, een avondvullende opera, een samenwerking met Lynn Nottage aan de musical Sweet Billy and the Zooloos; The Voice Within, een a capella theaterstuk voor tien stemmen met tekst van Marcus Gardley, in de Aaron Davis Hall tijdens een jaar durende residentie in Harlem Stages. Ze bewerkte de muziek voor de Tony Award-winnende productie van The Gershwin's Porgy and Bess, geregisseerd door Diane Paulus in 2012, die speelde in het Richard Rodgers Theatre. In 2019 werkte ze samen met Regina Taylor op de twee producties Crowns, geproduceerd door The Long Wharf en McCarter Theaters, en Oo Bla Dee, geproduceerd door Three Rivers Theater.
Recente projecten zijn onder meer het werken met Deborah Brevoort aan de musical Loving, gebaseerd op de baanbrekende relatie van Richard en Mildred Loving; het scoren van The Soil Beneath van Chesney Snows, een gestreamd choreopoem geproduceerd door Primary Stages; het schrijven van de partituur voor de opera Patient Zero met libretto van Cornelius Eady en Ms. Murray voor de Music Theatre Group; muziek componeren voor een Opera on Tap-productie die gepland staat voor december 2021; nieuwe muziek voor een dansproductie van choreografe Dianne McIntyre, een retrospectief van de carrière van mevrouw McIntyre; het componeren van de soundtrack voor An Apology, gebaseerd op het boek geschreven door V, voorheen bekend als Eve Ensler.

## Discografie
- 1992: Firestorm (Victo) met Fred Hopkins
- 1993: Stringology (Black Saint) met Fred Hopkins, Marvin Swell
- 1995/1986/1986: Henry Threadgill: Makin' A Move (Columbia Records), Sog Out Of My trees (Black Saint), You Know the Number (RCA Records), Just the Facts And Pass The Bucket, When Was That? (about time Records)
- 1988-1995: Lawrence Butch Morris: Testament (New World Records)
- ????: Hannibal Marvin Peterson: The Angels Of Atlanta, Hannibal In Antibes (Enja Records)